# Pablo Morales
Pour les articles homonymes, voir Morales.
Pablo Morales, né le 5 décembre 1964 à Chicago, est un nageur américain.

## Carrière
Pablo Morales remporte cinq médailles aux Jeux olympiques d'été :
- en 1984 à Los Angeles :
  - une médaille d'or sur le relais 4 × 100 mètres quatre nages ;
  - une médaille d'argent sur 100 mètres papillon ;
  - une médaille d'argent sur 200 mètres quatre nages ;
- en 1992 à Barcelone :
  - une médaille d'or sur 100 mètres papillon ;
  - une médaille d'or sur le relais 4 × 100 mètres quatre nages.

Il entre à l'International Swimming Hall of Fame en 1998.